# Пулитцеровская премия 2021 года
Пу́литцеровская пре́мия 2021 го́да вручалась за работы и материалы, опубликованные в 2020 году. Среди номинированных и награждённых материалов доминировали темы, связанные с пандемией COVID-19, расовым неравенством и охраной правопорядка.
Церемония объявления лауреатов и их награждения 2021 года была отложена почти на два месяца из-за коронавирусных ограничений и прошла 11 июня 2021 года. Это позволило 18 членам совета премии совещаться лично, а не дистанционно. Тем не менее само объявление лауреатов в пятнадцати журналистских и семи литературно-музыкальных номинациях прошло онлайн. Также особым упоминанием была отмечена Дарнелла Фрейзер, которая сняла на видео убийство Джорджа Флойда. Традиционный обед лауреатов был отложен до осени 2021 года.

## Номинанты и лауреаты

### Журналистика
| Пулитцеровская премия за служение обществу |
| --- |
| New York Times. За смелое, дальновидное и широкомасштабное освещение пандемии коронавируса, которое продемонстрировало расовое и экономическое неравенство, неудачи правительства в США и за его пределами, а также заполнило информационный вакуум, что помогло местным органам власти, поставщикам медицинских услуг, предприятиям и отдельным лицам лучше подготовиться и защитить себя. |
| ProPublica. |
| Courier-Journal Луисвил, Кентукки. |

| Пулитцеровская премия за освещение экстренных новостей                                                                                                   |
| --- |
| Редакция Star Tribune. За своевременное, авторитетное и детальное освещение убийство Джорджа Флойда от рук полицейских в Миннеаполисе и его последствий. |
| Хелен Брансуэлл, Эндрю Джозеф и покойная Шэрон Бегли из STAT.                                                                                            |
| Редакция Courier-Journal Луисвил, Кентукки. |

| Пулитцеровская премия за журналистское расследование |
| --- |
| Мэтт Рошело, Вернал Коулман, Лаура Кримальди, Эван Аллен и Брендан Маккарти, Boston Globe. За репортаж, который выявил систематические отказы органов государственной власти разных штатов обмениваться информацией об опасных дальнобойщиках, что могло бы избавить дороги от них, а также побудил к немедленным реформам. |
| Дэйк Кан и сотрудники Associated Press. |
| Марджи Мейсон и Робин Макдауэлл, Associated Press. |

| Пулитцеровская премия за мастерство |
| --- |
| Эндрю Чанг, Лоуренс Херли, Андреа Янута, Джейми Дауделл и Джеки Боттс, Reuters. За исчерпывающее исследование, основанное на новаторском способе анализа данных федерального суда США, в отношении малоизвестной правовой доктрины — «квалифицированного иммунитета» и того, как она защищает от судебного преследования полицейских, применивших неоправданное насилие. |
| Эд Йонг, The Atlantic. За серию доходчивых, бескомпромиссных статей о пандемии COVID-19, которые предугадали течение болезни, обобщили сложные проблемы, с которыми столкнулась страна, осветили неудачи правительства США и предоставили ясный и доступный контекст для научных и клинических испытаний, которые она повлекла.                                          |
| Мегха Раджагопалан, Элисон Киллинг и Кристо Бушек, BuzzFeed News. |

| Пулитцеровская премия за освещение местных новостей |
| --- |
| Кэтлин МакГрори и Нил Беди, Tampa Bay Times. За находчивые, креативные репортажи, раскрывающие, как влиятельный и связанный с политикой шериф выстроил секретную разведывательную систему, которая преследовала жителей и использовала оценки и записи о благополучии детей для профилирования школьников. |
| Джек Долан и Бриттни Мехиа, Los Angeles Times. |
| Реакция The Post and Courier, Чарлстон, Южная Каролина. |

| Пулитцеровская премия за национальный репортаж |
| --- |
| Редакция The Marshall Project. За годичное расследование подразделений К-9 и ущерба, который полицейские собаки наносят американцам, в том числе невинным гражданам и полицейским, которое побудило к многочисленным реформам в штате. |
| Редакция New York Times. |
| Редакция Wall Street Journal. |

| Пулитцеровская премия за международный репортаж |
| --- |
| Мега Раджагопалан, Элисон Киллинг и Кристо Бушек, BuzzFeed News. За серию ясных и веских материалов, в которых использовались спутниковые снимки, архитектурная экспертиза, а также интервью с двумя дюжинами бывших заключённых, чтобы идентифицировать новую огромную инфраструктуру, построенную китайским правительством для массового задержания мусульман. (Перемещено из категории «За аналитическое расследование»). |
| BuzzFeed News и Международный консорциум журналистов-расследователей. |
| Редакция New York Times. |
| Редакция Wall Street Journal. |

| Пулитцеровская премия за очерк |
| --- |
| Митчелл С. Джексон, Runner’s World (внештатный сотрудник). За очень трогательный материал об убийстве Ахмауда Арбери, в котором выдающееся письмо, тщательная репортажная работа и личный опыт пролили свет на системный расизм в Америке.                           |
| Надя Дрост, The California Sunday Magazine (внештатный сотрудник). За смелый и увлекательный материал о глобальной миграции, который задокументировал пешее путешествие группы людей через Дарьенский пробел — один из самых опасных маршрутов для мигрантов в мире. |
| Грег Джаффе, Washington Post. |

| Пулитцеровская премия за комментарий |
| --- |
| Майкл Пол Уильямс, Richmond Times-Dispatch. За прозорливые и исторически проницательные колонки о Ричмонде, бывшей столице Конфедерации, во время болезненного и сложного демонтажа городских памятников превосходства белых. |
| Мелинда Хеннебергер. The Kansas City Star. |
| Рой С. Джонсон. Alabama Media Group. |

| Пулитцеровская премия за критику |
| --- |
| Уэсли Моррис, New York Times. За неумолимо актуальную и глубоко заинтересованную критику о пересечениях расы и культуры в США, написанную в исключительном стиле, поочерёдно игривом и глубоком. |
| Крейг Дженкинс, New York magazine. |
| Марк Свед, Los Angeles Times. |

| Пулитцеровская премия за редакционный комментарий |
| --- |
| Роберт Грин, Los Angeles Times. За редакционные статьи об охране правопорядка, реформе процедуры освобождения под залог, тюрьмах и психическом здоровье, которые ясно и всесторонне исследуют систему уголовного правосудия Лос-Анджелеса. |
| Алан Вирзбики и Рашель Г. Коэн, Boston Globe. |
| Ли Хокстейдер, Washington Post. |

| Пулитцеровская премия за карикатуру                                                           |
| --------------------------------------------------------------------------------------------- |
| Не присуждена                                                                                 |
| Кен Фишер, стрип «Танцующий жук Том» («англ. Tom the Dancing Bug»), Cиндикат Эндрюса МакМила. |
| Лало Алькарас, Синдикат Эндрюса МакМила.                                                      |
| Марти «Два Быка» (старший), художник-фрилансер.                                               |

| Пулитцеровская премия за новостную фотографию |
| --- |
| Редакция отдела фотографии Associated Press. За коллекцию снимков из нескольких городов США, которые запечатлели реакцию страны на смерть Джорджа Флойда. |
| Хасан Аммар, Хусейн Малла и Фелипе Дана, Associated Press.                                                                                                |
| Джошуа Ирванди (фотограф-фрилансер), National Geographic.                                                                                                 |

| Пулитцеровская премия за художественную фотографию |
| --- |
| Эмилио Моренатти, Associated Press. За пронзительную серию фотографий, которая переносит зрителя в будни пожилых людей в Испании, переживающих тяжёлые времена в пандемию COVID-19. |
| Редакция Getty Images. |
| Тайлер Хикс, New York Times. |

| Пулитцеровская премия за аудиорепортаж |
| --- |
| Лиза Хаген, Крис Хаксел, Грэм Смит и Роберт Литтл, National Public Radio. За серию расследований о «бескомпромиссных» активистах за право на оружие, которая разъяснила запутанные разногласия и углубляющийся раскол между американскими консерваторами. |
| Редакция National Public Radio. |
| Редакция Invisible Institute, Издание Intercept и кинопрокатной студии Topic. |